# Брише (Загорје об Сави)
Брише (словен. Briše) је насељено место у општини Загорје об Сави, Засавска регија, Словенија.

## Историја
До територијалне реорганизације у Словенији биле су у саставу старе општине Загорје об Сави.

## Становништво
У попису становништва из 2011. године, Брише су имале 121 становника.
| Број становника према пописима | Број становника према пописима | Број становника према пописима |
| ------------------------------ | ------------------------------ | ------------------------------ |
| 1991                           | 2002                           | 2011                           |
| 116                            | 126                            | 121                            |

Напомена: Године 1953. повећана за насеља Захриб и Липовица, која су укинута.